# Poa aequigluma
Poa aequigluma är en gräsart som beskrevs av Oscar Tovar. Poa aequigluma ingår i släktet gröen, och familjen gräs. Inga underarter finns listade i Catalogue of Life.